# Radnička straža (Chicago)
Radnička straža su bile prve hrvatske radničke novine. Izlazile su u SAD, u Chicagu od 1907. godine. Pokrenuo ih je hrvatski socijalistički prvak Tomo Bešenić uz pomoć grafičkog radnika Milana Glumca Jurišića, kojega je Bešenić pozvao iz u Pittsburgh. Glumac Jurišić ih je uređivao. Uredništvo lista bio je domom njegove obitelji. List je vodio do 1910. /1911. godine. Razbolio se od tuberkuloze te je list tek povremeno uređivao. Otišao je na oporavak u Missouri i poslije u Kaliforniju. Poslije smrti Glumca Jurišića 1913./  1914. Radnička straža nikad nije dosegla kvalitetu kakvu je imala za njegova uređivanja.